# Орлінз (Массачусетс)
Орлінз (англ. Orleans) — місто (англ. town) в США, в окрузі Барнстебел штату Массачусетс. Населення — 6307 осіб (2020).

### Клімат
| Клімат : Орлінз              | Клімат : Орлінз | Клімат : Орлінз | Клімат : Орлінз | Клімат : Орлінз | Клімат : Орлінз | Клімат : Орлінз | Клімат : Орлінз | Клімат : Орлінз | Клімат : Орлінз | Клімат : Орлінз | Клімат : Орлінз | Клімат : Орлінз | Клімат : Орлінз |
| Показник                     | Січ.            | Лют.            | Бер.            | Квіт.           | Трав.           | Черв.           | Лип.            | Серп.           | Вер.            | Жовт.           | Лист.           | Груд.           | Рік             |
| Середній максимум, °C        | 3,3             | 3,9             | 6,7             | 11,2            | 16,3            | 21,1            | 24,8            | 24,6            | 21,2            | 15,7            | 11,3            | 6,5             | 13,9            |
| Середня температура, °C      | −0,4            | 0,3             | 3,1             | 7,6             | 12,4            | 17,5            | 21,1            | 21,0            | 17,6            | 12,2            | 7,8             | 2,8             | 10,3            |
| Середній мінімум, °C         | −4              | −3,4            | −0,7            | 3,9             | 8,7             | 13,9            | 17,5            | 17,4            | 14,0            | 8,6             | 4,3             | −0,9            | 6,7             |
| Норма опадів, мм             | 96              | 89              | 113             | 111             | 88              | 91              | 75              | 92              | 93              | 99              | 104             | 100             | 1152            |
| Вологість повітря, %         | 72.2            | 70.9            | 68.6            | 70.9            | 73.5            | 77.4            | 79.9            | 79.6            | 78.5            | 76.0            | 72.3            | 71.1            | 74.3            |
| ---------------------------- | --------------- | --------------- | --------------- | --------------- | --------------- | --------------- | --------------- | --------------- | --------------- | --------------- | --------------- | --------------- | --------------- |
| Джерело: PRISM Climate Group |                 |                 |                 |                 |                 |                 |                 |                 |                 |                 |                 |                 |                 |

## Демографія
Згідно з переписом 2010 року, у місті мешкало 5890 осіб у 2950 домогосподарствах у складі 1664 родин. Було 5344 помешкання
Расовий склад населення:
| - 96,6 % — білих - 0,9 % — чорних або афроамериканців - 0,8 % — азіатів - 0,1 % — корінних американців |

До двох чи більше рас належало 1,1 %. Частка іспаномовних становила 1,4 % від усіх жителів.
За віковим діапазоном населення розподілялося таким чином: 11,0 % — особи молодші 18 років, 49,2 % — особи у віці 18—64 років, 39,8 % — особи у віці 65 років та старші. Медіана віку мешканця становила 60,3 року. На 100 осіб жіночої статі у місті припадало 89,1 чоловіків;  на 100 жінок у віці від 18 років та старших — 86,4 чоловіків також старших 18 років.
Середній дохід на одне домашнє господарство  становив 82 898 доларів США (медіана — 62 386), а середній дохід на одну сім'ю — 101 865 доларів (медіана — 88 420). Медіана доходів становила 47 065 доларів для чоловіків та 43 512 долари для жінок. За межею бідності перебувало 7,2 % осіб, у тому числі 8,8 % дітей у віці до 18 років та 5,8 % осіб у віці 65 років та старших.
Цивільне працевлаштоване населення становило 2473 особи. Основні галузі зайнятості: освіта, охорона здоров'я та соціальна допомога — 24,2 %, науковці, спеціалісти, менеджери — 15,4 %, мистецтво, розваги та відпочинок — 11,2 %, будівництво — 10,9 %.